# Christian Bertilsson
Christian Bertilsson, född den 5 september 1991 i Kristianstad, är en svensk tävlingscyklist. Han blev professionell landsvägscyklist 2011 för det svenska laget CykelCity. Bertilsson tog sin första senior-SM medalj när han kom på tredje plats i kortbane-SM 2011.

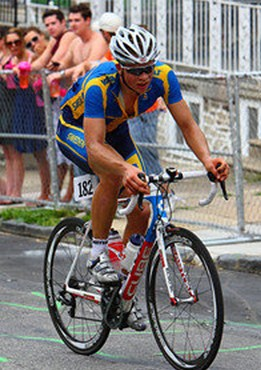
Bertilsson i Svenska landslagets tröja